# NGC 6506
NGC 6506 (другие обозначения — OCL 16, ESO 521-SC6) — рассеянное скопление в созвездии Стрелец.
Этот объект входит в число перечисленных в оригинальной редакции «Нового общего каталога».